# Distrito electoral de Huánuco
Huánuco es uno de los 27 distritos electorales representados en el Congreso de la República del Perú. La circunscripción elige actualmente a 3 congresistas. Sus límites corresponden a los del departamento de Huánuco. El sistema electoral utiliza el método D'Hondt y una representación proporcional con doble voto preferencial opcional.

## Representantes
| 1 | 3 |

| 1 | 3 |

| 1 | 1 | 2 |

| 2 | 1 |

| 2 | 1 |

| 1 | 1 | 1 |

| 1 | 2 |

| 2 | 1 |

| 2 | 1 |

## Elecciones

### Elecciones parlamentarias de 2021
| Partidos y coaliciones                                                                               | Partidos y coaliciones                    | Voto popular | Voto popular | Voto popular | Escaños | Escaños |
| Partidos y coaliciones                                                                               | Partidos y coaliciones                    | Votos        | %            | ±pp          | Total   | +/−     |
| --- | ----------------------------------------- | ------------ | ------------ | ------------ | ------- | ------- |
| | Perú Libre (PL)                           | 74,207       | 26.96        | +24.10       | 2       | +2      |
| | Alianza para el Progreso (APP)            | 30,560       | 11.10        | +0.68        | 1       | ±0      |
| | Acción Popular (AP)                       | 28,662       | 10.41        | –12.05       | 0       | –2      |
| | Fuerza Popular (FP)                       | 24,385       | 8.86         | +4.28        | 0       | ±0      |
| | Renovación Popular (RP)1                  | 23,444       | 8.52         | +4.79        | 0       | ±0      |
| | Victoria Nacional (VN)                    | 21,135       | 7.68         | Nuevo        | 0       | ±0      |
| | Somos Perú (SP)                           | 15,524       | 5.64         | +1.70        | 0       | ±0      |
| | Frente Popular Agrícola del Perú (Frepap) | 13,609       | 4.94         | –4.68        | 0       | ±0      |
| | Juntos por el Perú (JP)                   | 11,067       | 4.02         | –0.22        | 0       | ±0      |
| | Podemos Perú (PP)                         | 10,728       | 3.90         | +2.18        | 0       | ±0      |
| | Unión por el Perú (UPP)                   | 7,341        | 2.67         | –3.77        | 0       | ±0      |
| | Partido Nacionalista Peruano (PNP)        | 4,932        | 1.79         | n/a          | 0       | ±0      |
| | Partido Morado (PM)                       | 4,525        | 1.64         | –0.35        | 0       | ±0      |
| | Democracia Directa (DD)                   | 2,209        | 0.80         | –7.82        | 0       | ±0      |
| | Frente Amplio (FA)                        | 1,879        | 0.68         | –3.26        | 0       | ±0      |
| | Partido Popular Cristiano (PPC)           | 1,061        | 0.39         | –1.40        | 0       | ±0      |
| |                                           |              |              |              |         |         |
| Total                                                                                                | Total                                     | 275,268      |              |              | 3       | ±0      |
| |                                           |              |              |              |         |         |
| Votos válidos                                                                                        | Votos válidos                             | 275,268      | 68.74        | –9.07        |         |         |
| Votos en blanco                                                                                      | Votos en blanco                           | 59,743       | 14.92        | +12.25       |         |         |
| Votos nulos                                                                                          | Votos nulos                               | 65,416       | 16.34        | –3.18        |         |         |
| Votos emitidos                                                                                       | Votos emitidos                            | 400,427      | 68.28        | +2.83        |         |         |
| Abstenciones                                                                                         | Abstenciones                              | 185,984      | 31.72        | –2.83        |         |         |
| Votantes registrados                                                                                 | Votantes registrados                      | 586,411      |              |              |         |         |
| |                                           |              |              |              |         |         |
| Fuente:                                                                                              |                                           |              |              |              |         |         |
| Notas al pie: 1 Comparado con los resultados de Solidaridad Nacional (SN) en las elecciones de 2020. |                                           |              |              |              |         |         |
| Notas al pie:                                                                                        |                                           |              |              |              |         |         |
| 1 Comparado con los resultados de Solidaridad Nacional (SN) en las elecciones de 2020.               |                                           |              |              |              |         |         |

### Elecciones parlamentarias de 2020
| Partidos y coaliciones | Partidos y coaliciones                    | Voto popular | Voto popular | Voto popular | Escaños | Escaños |
| Partidos y coaliciones | Partidos y coaliciones                    | Votos        | %            | ±pp          | Total   | +/−     |
| --- | ----------------------------------------- | ------------ | ------------ | ------------ | ------- | ------- |
| | Acción Popular (AP)                       | 65,507       | 22.46        | +17.73       | 2       | +2      |
| | Alianza para el Progreso1 (APP)           | 30,381       | 10.42        | n/a          | 1       | +1      |
| | Frente Popular Agrícola del Perú (Frepap) | 28,054       | 9.62         | Nuevo        | 0       | ±0      |
| | Democracia Directa (DD)                   | 25,152       | 8.62         | n/a          | 0       | ±0      |
| | Avanza País (AvP)                         | 22,861       | 7.84         | Nuevo        | 0       | ±0      |
| | Unión por el Perú2 (UPP)                  | 18,770       | 6.44         | n/a          | 0       | ±0      |
| | Fuerza Popular (FP)                       | 13,362       | 4.58         | –30.21       | 0       | –2      |
| | Juntos por el Perú (JP)                   | 12,360       | 4.24         | Nuevo        | 0       | ±0      |
| | Somos Perú1 (SP)                          | 11,497       | 3.94         | n/a          | 0       | ±0      |
| | Frente Amplio (FA)                        | 11,484       | 3.94         | –19.37       | 0       | –1      |
| | Solidaridad Nacional2 (SN)                | 10,867       | 3.73         | n/a          | 0       | ±0      |
| | Perú Libre (PL)                           | 8,331        | 2.86         | Nuevo        | 0       | ±0      |
| | Partido Morado (PM)                       | 5,800        | 1.99         | Nuevo        | 0       | ±0      |
| | Partido Popular Cristiano3 (PPC)          | 5,231        | 1.79         | n/a          | 0       | ±0      |
| | Podemos Perú (PP)                         | 5,020        | 1.72         | Nuevo        | 0       | ±0      |
| | Perú Patria Segura (PPS)                  | 4,192        | 1.44         | Nuevo        | 0       | ±0      |
| | Vamos Perú3 (VP)                          | 3,605        | 1.24         | n/a          | 0       | ±0      |
| | Partido Aprista Peruano3 (APRA)           | 3,225        | 1.11         | n/a          | 0       | ±0      |
| | Renacimiento Unido Nacional (RUNA)        | 2,077        | 0.71         | Nuevo        | 0       | ±0      |
| | Perú Nación (PN)                          | 1,950        | 0.67         | Nuevo        | 0       | ±0      |
| | Contigo4 (C)                              | 1,913        | 0.66         | –16.21       | 0       | ±0      |
| |                                           |              |              |              |         |         |
| Total | Total                                     | 291,639      |              |              | 3       | ±0      |
| |                                           |              |              |              |         |         |
| Votos válidos | Votos válidos                             | 291,639      | 77.81        | +18.11       |         |         |
| Votos en blanco | Votos en blanco                           | 10,020       | 2.67         | –14.61       |         |         |
| Votos nulos | Votos nulos                               | 73,143       | 19.52        | –3.50        |         |         |
| Votos emitidos | Votos emitidos                            | 374,802      | 65.45        | –9.32        |         |         |
| Abstenciones | Abstenciones                              | 197,895      | 34.55        | +9.32        |         |         |
| Votantes registrados | Votantes registrados                      | 572,697      |              |              |         |         |
| |                                           |              |              |              |         |         |
| Fuente: |                                           |              |              |              |         |         |
| Notas al pie: 1 Dentro de la coalición Alianza para el Progreso del Perú en las elecciones de 2016. 2 Dentro de la coalición Alianza Solidaridad Nacional en las elecciones de 2016 (retiraron su candidatura). 3 Dentro de la coalición Alianza Popular en las elecciones de 2016. 4 Comparado con los resultados de su partido antecesor Peruanos por el Kambio en las elecciones de 2016. |                                           |              |              |              |         |         |
| Notas al pie: |                                           |              |              |              |         |         |
| 1 Dentro de la coalición Alianza para el Progreso del Perú en las elecciones de 2016. 2 Dentro de la coalición Alianza Solidaridad Nacional en las elecciones de 2016 (retiraron su candidatura). 3 Dentro de la coalición Alianza Popular en las elecciones de 2016. 4 Comparado con los resultados de su partido antecesor Peruanos por el Kambio en las elecciones de 2016.               |                                           |              |              |              |         |         |

### Elecciones parlamentarias de 2016
| Partidos y coaliciones | Partidos y coaliciones                         | Voto popular | Voto popular | Voto popular | Escaños | Escaños |
| Partidos y coaliciones | Partidos y coaliciones                         | Votos        | %            | ±pp          | Total   | +/−     |
| --- | ---------------------------------------------- | ------------ | ------------ | ------------ | ------- | ------- |
| | Fuerza Popular1 (FP)                           | 81,549       | 34.79        | +12.37       | 2       | +1      |
| | Frente Amplio (FA)                             | 54,641       | 23.31        | Nuevo        | 1       | +1      |
| | Peruanos por el Kambio (PPK)                   | 39,529       | 16.87        | Nuevo        | 0       | ±0      |
| | Alianza para el Progreso del Perú2 (APP–RN–SP) | 22,827       | 9.74         | n/a          | 0       | ±0      |
| | Alianza Popular3 (APRA–PPC–VP)                 | 11,401       | 4.86         | n/a          | 0       | ±0      |
| | Acción Popular4 (AP)                           | 11,076       | 4.73         | n/a          | 0       | ±0      |
| | Perú Posible4 (PP)                             | 9,905        | 4.23         | n/a          | 0       | –1      |
| | Frente Esperanza (FE)                          | 2,032        | 0.87         | Nuevo        | 0       | ±0      |
| | Progresando Perú (PrP)                         | 978          | 0.42         | Nuevo        | 0       | ±0      |
| | Orden (O)                                      | 445          | 0.19         | Nuevo        | 0       | ±0      |
| |                                                |              |              |              |         |         |
| Total | Total                                          | 234,383      |              |              | 3       | ±0      |
| |                                                |              |              |              |         |         |
| Votos válidos | Votos válidos                                  | 234,383      | 59.70        | –11.12       |         |         |
| Votos en blanco | Votos en blanco                                | 67,818       | 17.28        | +1.34        |         |         |
| Votos nulos | Votos nulos                                    | 90,371       | 23.02        | +9.78        |         |         |
| Votos emitidos | Votos emitidos                                 | 392,572      | 74.77        | –3.64        |         |         |
| Abstenciones | Abstenciones                                   | 132,479      | 25.23        | +3.64        |         |         |
| Votantes registrados | Votantes registrados                           | 525,051      |              |              |         |         |
| |                                                |              |              |              |         |         |
| Fuente: |                                                |              |              |              |         |         |
| Notas al pie: 1 Comparado con los resultados de su partido antecesor Fuerza 2011 en las elecciones de 2011. 2 Comparado con los resultados de Alianza para el Progreso , Restauración Nacional (ambos dentro de la coalición Alianza por el Gran Cambio ) y Somos Perú (dentro de la coalición Alianza Electoral Perú Posible ) en las elecciones de 2011. 3 Comparado con los resultados del Partido Aprista Peruano y el Partido Popular Cristiano en las elecciones de 2011. 4 Dentro de la coalición Alianza Electoral Perú Posible en las elecciones de 2011. |                                                |              |              |              |         |         |
| Notas al pie: |                                                |              |              |              |         |         |
| 1 Comparado con los resultados de su partido antecesor Fuerza 2011 en las elecciones de 2011. 2 Comparado con los resultados de Alianza para el Progreso, Restauración Nacional (ambos dentro de la coalición Alianza por el Gran Cambio) y Somos Perú (dentro de la coalición Alianza Electoral Perú Posible) en las elecciones de 2011. 3 Comparado con los resultados del Partido Aprista Peruano y el Partido Popular Cristiano en las elecciones de 2011. 4 Dentro de la coalición Alianza Electoral Perú Posible en las elecciones de 2011.                  |                                                |              |              |              |         |         |

### Elecciones parlamentarias de 2011
| Partidos y coaliciones | Partidos y coaliciones                       | Voto popular | Voto popular | Voto popular | Escaños | Escaños |
| Partidos y coaliciones | Partidos y coaliciones                       | Votos        | %            | ±pp          | Total   | +/−     |
| --- | -------------------------------------------- | ------------ | ------------ | ------------ | ------- | ------- |
| | Gana Perú1 (PNP–PS–PCP–PSR)                  | 92,754       | 37.34        | n/a          | 1       | +1      |
| | Fuerza 20112 (F2011)                         | 55,704       | 22.42        | +16.34       | 1       | +1      |
| | Perú Posible3 (PP–AP–SP)                     | 49,381       | 19.88        | +11.58       | 1       | +1      |
| | Partido Aprista Peruano (APRA)               | 24,239       | 9.76         | –3.25        | 0       | –1      |
| | Solidaridad Nacional4 (SN–UPP–C90–SU–TPP)    | 10,754       | 4.33         | n/a          | 0       | –2      |
| | Alianza por el Gran Cambio5 (APP–PPC–PHP–RN) | 9,760        | 3.93         | n/a          | 0       | ±0      |
| | Fuerza Social (FS)                           | 2,672        | 1.08         | Nuevo        | 0       | ±0      |
| | Fonavistas del Perú (FP)                     | 1,184        | 0.48         | Nuevo        | 0       | ±0      |
| | Fuerza Nacional (FN)                         | 727          | 0.29         | Nuevo        | 0       | ±0      |
| | Adelante (Adelante)                          | 671          | 0.27         | Nuevo        | 0       | ±0      |
| | Cambio Radical (CR)                          | 580          | 0.23         | Nuevo        | 0       | ±0      |
| |                                              |              |              |              |         |         |
| Total | Total                                        | 248,426      |              |              | 3       | ±0      |
| |                                              |              |              |              |         |         |
| Votos válidos | Votos válidos                                | 248,426      | 70.82        | +3.66        |         |         |
| Votos en blanco | Votos en blanco                              | 55,927       | 15.94        | –1.62        |         |         |
| Votos nulos | Votos nulos                                  | 46,432       | 13.24        | –2.04        |         |         |
| Votos emitidos | Votos emitidos                               | 350,785      | 78.41        | –8.32        |         |         |
| Abstenciones | Abstenciones                                 | 96,601       | 21.59        | +8.32        |         |         |
| Votantes registrados | Votantes registrados                         | 447,386      |              |              |         |         |
| |                                              |              |              |              |         |         |
| Fuente: |                                              |              |              |              |         |         |
| Notas al pie: 1 Comparado con los resultados del Partido Socialista en las elecciones de 2006. 2 Comparado con los resultados de la coalición Alianza por el Futuro en las elecciones de 2006. 3 Comparado con los resultados del partido Perú Posible y la alianza Frente de Centro en las elecciones de 2006. 4 Comparado con los resultados del partido Unión por el Perú y Solidaridad Nacional (dentro de Unidad Nacional ) en las elecciones de 2006. 5 Comparado con los resultados del Partido Popular Cristiano (dentro de Unidad Nacional ) en las elecciones de 2006. |                                              |              |              |              |         |         |
| Notas al pie: |                                              |              |              |              |         |         |
| 1 Comparado con los resultados del Partido Socialista en las elecciones de 2006. 2 Comparado con los resultados de la coalición Alianza por el Futuro en las elecciones de 2006. 3 Comparado con los resultados del partido Perú Posible y la alianza Frente de Centro en las elecciones de 2006. 4 Comparado con los resultados del partido Unión por el Perú y Solidaridad Nacional (dentro de Unidad Nacional) en las elecciones de 2006. 5 Comparado con los resultados del Partido Popular Cristiano (dentro de Unidad Nacional) en las elecciones de 2006.                 |                                              |              |              |              |         |         |

### Elecciones parlamentarias de 2006
| Partidos y coaliciones | Partidos y coaliciones                            | Voto popular | Voto popular | Voto popular | Escaños | Escaños |
| Partidos y coaliciones | Partidos y coaliciones                            | Votos        | %            | ±pp          | Total   | +/−     |
| --- | ------------------------------------------------- | ------------ | ------------ | ------------ | ------- | ------- |
| | Unión por el Perú (UPP)                           | 73,512       | 35.61        | +30.05       | 2       | +2      |
| | Partido Aprista Peruano (APRA)                    | 26,867       | 13.01        | +1.11        | 1       | +1      |
| | Movimiento Nueva Izquierda (MNI)                  | 23,219       | 11.25        | Nuevo        | 0       | ±0      |
| | Restauración Nacional (RN)                        | 17,645       | 8.55         | Nuevo        | 0       | ±0      |
| | Unidad Nacional (PPC–SN–RN)                       | 16,394       | 7.94         | –13.45       | 0       | –1      |
| | Frente de Centro1 (AP–SP–CNI)                     | 13,695       | 6.63         | –7.59        | 0       | ±0      |
| | Alianza por el Futuro2 (C90–NM–SC)                | 12,559       | 6.08         | +4.15        | 0       | ±0      |
| | Perú Posible (PP)                                 | 3,453        | 1.67         | –26.96       | 0       | –2      |
| | Frente Popular Agrícola del Perú (Frepap)         | 3,034        | 1.47         | –1.60        | 0       | ±0      |
| | Avanza País - Partido de Integración Social (AvP) | 2,902        | 1.41         | Nuevo        | 0       | ±0      |
| | Alianza para el Progreso (APP)                    | 2,467        | 1.20         | Nuevo        | 0       | ±0      |
| | Justicia Nacional (JN)                            | 1,868        | 0.91         | Nuevo        | 0       | ±0      |
| | Con Fuerza Perú                                   | 1,611        | 0.78         | Nuevo        | 0       | ±0      |
| | Perú Ahora                                        | 1,340        | 0.65         | Nuevo        | 0       | ±0      |
| | Fuerza Democrática (FD)                           | 1,240        | 0.60         | Nuevo        | 0       | ±0      |
| | Frente Independiente Moralizador (FIM)            | 1,173        | 0.57         | –6.09        | 0       | ±0      |
| | Resurgimiento Peruano                             | 754          | 0.37         | Nuevo        | 0       | ±0      |
| | Progresemos Perú                                  | 618          | 0.30         | Nuevo        | 0       | ±0      |
| | Proyecto País (PrP)                               | 582          | 0.28         | –2.41        | 0       | ±0      |
| | Y se llama Perú                                   | 562          | 0.27         | Nuevo        | 0       | ±0      |
| | Concertación Descentralista (PDS–MHP)             | 546          | 0.26         | Nuevo        | 0       | ±0      |
| | Renacimiento Andino (RA)                          | 404          | 0.20         | –0.43        | 0       | ±0      |
| |                                                   |              |              |              |         |         |
| Total | Total                                             | 206,445      |              |              | 3       | ±0      |
| |                                                   |              |              |              |         |         |
| Votos válidos | Votos válidos                                     | 206,445      | 67.16        | –5.54        |         |         |
| Votos en blanco | Votos en blanco                                   | 53,962       | 17.56        | +4.84        |         |         |
| Votos nulos | Votos nulos                                       | 46,966       | 15.28        | +0.70        |         |         |
| Votos emitidos | Votos emitidos                                    | 307,373      | 86.73        | +16.32       |         |         |
| Abstenciones | Abstenciones                                      | 47,043       | 13.27        | –16.32       |         |         |
| Votantes registrados | Votantes registrados                              | 354,416      |              |              |         |         |
| |                                                   |              |              |              |         |         |
| Fuente: |                                                   |              |              |              |         |         |
| Notas al pie: 1 Comparado con los resultados de los partidos Acción Popular y Somos Perú en las elecciones de 2001. 2 Comparado con los resultados de los partidos Cambio 90 – Nueva Mayoría y Solución Popular ( Sí Cumple ) en las elecciones de 2001. |                                                   |              |              |              |         |         |
| Notas al pie: |                                                   |              |              |              |         |         |
| 1 Comparado con los resultados de los partidos Acción Popular y Somos Perú en las elecciones de 2001. 2 Comparado con los resultados de los partidos Cambio 90–Nueva Mayoría y Solución Popular (Sí Cumple) en las elecciones de 2001.                   |                                                   |              |              |              |         |         |

### Elecciones parlamentarias de 2001
| Partidos y coaliciones | Partidos y coaliciones                    | Voto popular | Voto popular | Voto popular | Escaños | Escaños |
| Partidos y coaliciones | Partidos y coaliciones                    | Votos        | %            | ±pp          | Total   | +/−     |
| ---------------------- | ----------------------------------------- | ------------ | ------------ | ------------ | ------- | ------- |
|                        | Perú Posible (PP)                         | 51,853       | 28.63        | n/a          | 2       | n/a     |
|                        | Unidad Nacional (PPC–SN–RN–CR)            | 38,743       | 21.39        | n/a          | 1       | n/a     |
|                        | Partido Aprista Peruano (APRA)            | 21,546       | 11.90        | n/a          | 0       | n/a     |
|                        | Somos Perú (SP)                           | 17,627       | 9.73         | n/a          | 0       | n/a     |
|                        | Frente Independiente Moralizador (FIM)    | 12,070       | 6.66         | n/a          | 0       | n/a     |
|                        | Unión por el Perú (UPP)                   | 10,077       | 5.56         | n/a          | 0       | n/a     |
|                        | Acción Popular (AP)                       | 8,126        | 4.49         | n/a          | 0       | n/a     |
|                        | Todos por la Victoria (TpV)               | 6,021        | 3.32         | n/a          | 0       | n/a     |
|                        | Frente Popular Agrícola del Perú (Frepap) | 5,562        | 3.07         | n/a          | 0       | n/a     |
|                        | Proyecto País (PrP)                       | 4,877        | 2.69         | n/a          | 0       | n/a     |
|                        | Cambio 90–Nueva Mayoría (C90–NM)          | 1,844        | 1.02         | n/a          | 0       | n/a     |
|                        | Solución Popular (SoP)                    | 1,643        | 0.91         | n/a          | 0       | n/a     |
|                        | Renacimiento Andino (RA)                  | 1,135        | 0.63         | n/a          | 0       | n/a     |
|                        |                                           |              |              |              |         |         |
| Total                  | Total                                     | 181,124      |              |              | 3       | n/a     |
|                        |                                           |              |              |              |         |         |
| Votos válidos          | Votos válidos                             | 181,124      | 72.70        | n/a          |         |         |
| Votos en blanco        | Votos en blanco                           | 31,689       | 12.72        | n/a          |         |         |
| Votos nulos            | Votos nulos                               | 36,326       | 14.58        | n/a          |         |         |
| Votos emitidos         | Votos emitidos                            | 249,139      | 70.41        | n/a          |         |         |
| Abstenciones           | Abstenciones                              | 104,690      | 29.59        | n/a          |         |         |
| Votantes registrados   | Votantes registrados                      | 353,829      |              |              |         |         |
|                        |                                           |              |              |              |         |         |
| Fuente:                |                                           |              |              |              |         |         |

### Elecciones parlamentarias de 2000
Elecciones parlamentarias en distrito electoral nacional único

### Elecciones parlamentarias de 1995
Elecciones parlamentarias en distrito electoral nacional único

### Elecciones parlamentarias de 1990
| Partidos y coaliciones | Partidos y coaliciones                                     | Voto popular | Voto popular | Voto popular | Escaños | Escaños |
| Partidos y coaliciones | Partidos y coaliciones                                     | Votos        | %            | ±pp          | Total   | +/−     |
| --- | ---------------------------------------------------------- | ------------ | ------------ | ------------ | ------- | ------- |
| | Frente Democrático1 (Movimiento Libertad–PPC–AP)           | 23,043       | 34.33        | n/a          | 2       | +2      |
| | Cambio 90 (C90)                                            | 12,096       | 18.02        | Nuevo        | 1       | +1      |
| | Partido Aprista Peruano (APRA)                             | 11,986       | 17.86        | –38.53       | 1       | –2      |
| | Izquierda Unida (IU)                                       | 11,245       | 16.75        | –7.59        | 0       | –1      |
| | Izquierda Socialista (IS)                                  | 3,670        | 5.47         | Nuevo        | 0       | ±0      |
| | Frente Popular Agrícola del Perú (Frepap)                  | 3,183        | 4.74         | Nuevo        | 0       | ±0      |
| | Movimiento de Integración para el Desarrollo de Huánuco    | 817          | 1.22         | Nuevo        | 0       | ±0      |
| | Frente Nacional de Trabajadores y Campesinos2 (Frenatraca) | 740          | 1.10         | +0.11        | 0       | ±0      |
| | Unión Nacional Odriísta (UNO)                              | 350          | 0.52         | n/a          | 0       | ±0      |
| |                                                            |              |              |              |         |         |
| Total | Total                                                      | 67,130       |              |              | 4       | ±0      |
| |                                                            |              |              |              |         |         |
| Votos válidos | Votos válidos                                              | 67,130       | 100.00       | +33.96       |         |         |
| Votos en blanco | Votos en blanco                                            | 0            | 0.00         | –31.58       |         |         |
| Votos nulos | Votos nulos                                                | 0            | 0.00         | –2.38        |         |         |
| Votos emitidos | Votos emitidos                                             | 67,130       | n/d          | n/a          |         |         |
| Abstenciones | Abstenciones                                               | n/d          | n/d          | n/a          |         |         |
| Votantes registrados | Votantes registrados                                       | n/d          |              |              |         |         |
| |                                                            |              |              |              |         |         |
| Fuente: |                                                            |              |              |              |         |         |
| Notas al pie: 1 Comparado con los resultados del Partido Popular Cristiano (dentro de la coalición Convergencia Democrática ) y Acción Popular en las elecciones de 1985. 2 Comparado con los resultados de Izquierda Nacionalista (IN) en las elecciones de 1985. |                                                            |              |              |              |         |         |
| Notas al pie: |                                                            |              |              |              |         |         |
| 1 Comparado con los resultados del Partido Popular Cristiano (dentro de la coalición Convergencia Democrática) y Acción Popular en las elecciones de 1985. 2 Comparado con los resultados de Izquierda Nacionalista (IN) en las elecciones de 1985.                |                                                            |              |              |              |         |         |

### Elecciones parlamentarias de 1985
| Partidos y coaliciones | Partidos y coaliciones                                            | Voto popular | Voto popular | Voto popular | Escaños | Escaños |
| Partidos y coaliciones | Partidos y coaliciones                                            | Votos        | %            | ±pp          | Total   | +/−     |
| --- | ----------------------------------------------------------------- | ------------ | ------------ | ------------ | ------- | ------- |
| | Partido Aprista Peruano (APRA)                                    | 67,656       | 56.39        | +30.91       | 3       | +2      |
| | Izquierda Unida1 (UNIR–UDP–PRT–UI–FOCEP–APS)                      | 29,207       | 24.34        | +12.48       | 1       | +1      |
| | Convergencia Democrática2 (PPC–MBH)                               | 9,728        | 8.11         | –1.46        | 0       | ±0      |
| | Acción Popular (AP)                                               | 7,596        | 6.33         | –41.76       | 0       | –3      |
| | Lista Independiente Frente Revolucionario de Izquierda de Huánuco | 1,281        | 1.07         | Nuevo        | 0       | ±0      |
| | Frente Democrático de Unidad Nacional (FUN)                       | 1,264        | 1.05         | Nuevo        | 0       | ±0      |
| | Izquierda Nacionalista3 (IN)                                      | 1,182        | 0.99         | –0.63        | 0       | ±0      |
| | Partido de Avanzada Nacional (PAN)                                | 772          | 0.64         | Nuevo        | 0       | ±0      |
| | Movimiento Cívico Nacional 7 de Junio (M7J)                       | 723          | 0.60         | Nuevo        | 0       | ±0      |
| | Lista Independiente Movimiento Popular Huanuqueño                 | 581          | 0.48         | Nuevo        | 0       | ±0      |
| |                                                                   |              |              |              |         |         |
| Total | Total                                                             | 119,990      |              |              | 4       | ±0      |
| |                                                                   |              |              |              |         |         |
| Votos válidos | Votos válidos                                                     | 119,990      | 66.04        | –9.64        |         |         |
| Votos en blanco | Votos en blanco                                                   | 57,388       | 31.58        | +20.89       |         |         |
| Votos nulos | Votos nulos                                                       | 4,325        | 2.38         | –11.25       |         |         |
| Votos emitidos | Votos emitidos                                                    | 181,703      | 84.24        | n/a          |         |         |
| Abstenciones | Abstenciones                                                      | 34,007       | 15.76        | n/a          |         |         |
| Votantes registrados | Votantes registrados                                              | 215,710      |              |              |         |         |
| |                                                                   |              |              |              |         |         |
| Fuente: |                                                                   |              |              |              |         |         |
| Notas al pie: 1 Comparado con los resultados de los partidos Unión de Izquierda Revolucionaria (PCP-PR–PCR–VR–FLN), Unidad Democrático Popular (UDP), Partido Revolucionario de los Trabajadores (PRT), Unidad de Izquierda (UI), el Frente Obrero Campesino Estudiantil y Popular (FOCEP) y Acción Política Socialista (APS) en las elecciones de 1980. 2 Comparado con los resultados del Partido Popular Cristiano (PPC) en las elecciones de 1980. 3 Comparado con los resultados del Frente Nacional de Trabajadores y Campesinos (Frenatraca) en las elecciones de 1980. |                                                                   |              |              |              |         |         |
| Notas al pie: |                                                                   |              |              |              |         |         |
| 1 Comparado con los resultados de los partidos Unión de Izquierda Revolucionaria (PCP-PR–PCR–VR–FLN), Unidad Democrático Popular (UDP), Partido Revolucionario de los Trabajadores (PRT), Unidad de Izquierda (UI), el Frente Obrero Campesino Estudiantil y Popular (FOCEP) y Acción Política Socialista (APS) en las elecciones de 1980. 2 Comparado con los resultados del Partido Popular Cristiano (PPC) en las elecciones de 1980. 3 Comparado con los resultados del Frente Nacional de Trabajadores y Campesinos (Frenatraca) en las elecciones de 1980.               |                                                                   |              |              |              |         |         |

### Elecciones parlamentarias de 1980
| Partidos y coaliciones | Partidos y coaliciones                                    | Voto popular | Voto popular | Voto popular | Escaños | Escaños |
| Partidos y coaliciones | Partidos y coaliciones                                    | Votos        | %            | ±pp          | Total   | +/−     |
| ---------------------- | --------------------------------------------------------- | ------------ | ------------ | ------------ | ------- | ------- |
|                        | Acción Popular (AP)                                       | 36,514       | 48.09        | n/a          | 3       | n/a     |
|                        | Partido Aprista Peruano (APRA)                            | 19,352       | 25.48        | n/a          | 1       | n/a     |
|                        | Partido Popular Cristiano (PPC)                           | 7,265        | 9.57         | n/a          | 0       | n/a     |
|                        | Frente Obrero Campesino Estudiantil y Popular (FOCEP)     | 3,482        | 4.59         | n/a          | 0       | n/a     |
|                        | Unión de Izquierda Revolucionaria (PCP-PR–PCR–VR–FLN)     | 2,517        | 3.32         | n/a          | 0       | n/a     |
|                        | Movimiento Democrático Peruano (MDP)                      | 1,453        | 1.91         | n/a          | 0       | n/a     |
|                        | Unidad de Izquierda (UI)                                  | 1,338        | 1.76         | n/a          | 0       | n/a     |
|                        | Frente Nacional de Trabajadores y Campesinos (Frenatraca) | 1,229        | 1.62         | n/a          | 0       | n/a     |
|                        | Partido Revolucionario de los Trabajadores (PRT)          | 832          | 1.10         | n/a          | 0       | n/a     |
|                        | Acción Política Socialista (APS)                          | 574          | 0.76         | n/a          | 0       | n/a     |
|                        | Lista Independiente Huanuqueña                            | 534          | 0.70         | n/a          | 0       | n/a     |
|                        | Organización Política de la Revolución Peruana (OPRP)     | 346          | 0.46         | n/a          | 0       | n/a     |
|                        | Movimiento Popular de Acción e Integración Social (MPAIS) | 252          | 0.33         | n/a          | 0       | n/a     |
|                        | Unidad Democrático Popular (UDP)                          | 249          | 0.33         | n/a          | 0       | n/a     |
|                        |                                                           |              |              |              |         |         |
| Total                  | Total                                                     | 75,937       |              |              | 4       | n/a     |
|                        |                                                           |              |              |              |         |         |
| Votos válidos          | Votos válidos                                             | 75,937       | 75.68        | n/a          |         |         |
| Votos en blanco        | Votos en blanco                                           | 10,729       | 10.69        | n/a          |         |         |
| Votos nulos            | Votos nulos                                               | 13,667       | 13.63        | n/a          |         |         |
| Votos emitidos         | Votos emitidos                                            | 100,333      | n/d          | n/a          |         |         |
| Abstenciones           | Abstenciones                                              | n/d          | n/d          | n/a          |         |         |
| Votantes registrados   | Votantes registrados                                      | n/d          |              |              |         |         |
|                        |                                                           |              |              |              |         |         |
| Fuente:                |                                                           |              |              |              |         |         |